# Resolutie 2209 Veiligheidsraad Verenigde Naties
Resolutie 2209 van de Veiligheidsraad van de Verenigde Naties werd op 6 maart 2015 met veertien stemmen voor en één onthouding aangenomen door de VN-Veiligheidsraad. De resolutie veroordeelde het gebruik van chloorgas als wapen in Syrië en dreigde met sancties.
Venezuela zei zich te hebben onthouden omdat het onderzoek van de OVCW nog liep en nog moest worden vastgesteld wie precies verantwoordelijk was, en de stemming daarom voorbarig was. Daarnaast bracht het dreigement de vredesgesprekken in gevaar. Rusland vond sancties onaanvaardbaar tot het gebruik van de chemische wapens bevestigd was, en dat de resolutie gericht was naar alle partijen in Syrië, en niet enkel het regime. Landen als Frankrijk en het Verenigd Koninkrijk daarentegen wilden het Syrische regime waarschuwen door met sancties te dreigen.

## Achtergrond
In 2011 braken in navolging van andere Arabische landen ook in Syrië protesten uit tegen het regime. Dat regime van president Bashar al-Assad probeerde de protesten met harde hand neer te slaan, waarbij duizenden doden vielen. Eind 2011 stelde de Arabische Liga een vredesplan voor en stuurde waarnemers, maar dat plan mislukte. Van VN-kant werden verscheidene resoluties van de Veiligheidsraad geblokkeerd door Rusland en China. In februari 2012 werd voormalig VN-secretaris-generaal Kofi Annan aangesteld als bemiddelaar. Zijn plan hield een staakt-het-vuren in dat op 10 april 2012 moest ingaan, en waarop VN-waarnemers zouden toezien. Twee weken later werd hiertoe de UNSMIS-missie met 300 ongewapende militaire waarnemers opgericht. Op 21 augustus 2013 werden in een buitenwijk van Damascus chemische wapens gebruikt tegen de bevolking. Dat veroorzaakte wereldwijd verontwaardiging en onder meer de VS dreigden met een militair ingrijpen. Later werd met het Syrische regime overeengekomen dat de internationale gemeenschap Syriës chemische wapens mocht komen ophalen en vernietigen.

## Inhoud
Middels resolutie 2118 was het Syrië verboden om chemische wapens te hebben. Het land was ook partij van het Verdrag voor het Verbod op de Ontwikkeling, Productie, Opslag en Gebruik van Chemische Wapens en hun Vernietiging uit 1993, dat de vernietiging van alle chemische wapens in de wereld tot doel had. Daarop werd toegezien door de Organisatie voor het Verbod op Chemische Wapens (OVCW). Deze organisatie had vastgesteld dat in Syrië systematisch chloorgas werd gebruikt als wapen — net als honderd jaar eerder in de loopgraven tijdens de Eerste Wereldoorlog.
De VN-Veiligheidsraad veroordeelde het gebruik van chemische wapens in Syrië en vroeg alle partijen in Syrië mee te werken met de OVCW-missie in het land en de daders verantwoordelijk te stellen. Ook werd beslist dat er sancties zouden worden ingesteld als resolutie 2118 nogmaals geschonden zou worden.

## Verwante resoluties
- Resolutie 2191 Veiligheidsraad Verenigde Naties (2014)
- Resolutie 2199 Veiligheidsraad Verenigde Naties
- Resolutie 2235 Veiligheidsraad Verenigde Naties
- Resolutie 2254 Veiligheidsraad Verenigde Naties

Lijst ·  2196 ·  2197 ·  2198 ·  2199 ·  2200 ·  2201 ·  2202 ·  2203 ·  2204 ·  2205 ·  2206 ·  2207 ·  2208 ·  2209 ·  2210 ·  2211 ·  2212 ·  2213 ·  2214 ·  2215 ·  2216 ·  2217 ·  2218 ·  2219 ·  2220 ·  2221 ·  2222 ·  2223 ·  2224 ·  2225 ·  2226 ·  2227 ·  2228 ·  2229 ·  2230 ·  2231 ·  2232 ·  2233 ·  2234 ·  2235 ·  2236 ·  2237 ·  2238 ·  2239 ·  2240 ·  2241 ·  2242 ·  2243 ·  2244 ·  2245 ·  2246 ·  2247 ·  2248 ·  2249 ·  2250 ·  2251 ·  2252 ·  2253 ·  2254 ·  2255 ·  2256 ·  2257 ·  2258 ·  2259